# Ohtu soo
Ohtu soo är ett träsk i Estland.   Det ligger i landskapet Harjumaa, i den västra delen av landet, 27 km sydväst om huvudstaden Tallinn.